# Paperdoll
| Críticas profissionais | Críticas profissionais |
| Avaliações da crítica  | Avaliações da crítica  |
| Fonte                  | Avaliação              |
| ---------------------- | ---------------------- |
| allmusic               | link                   |

Paperdoll é o EP de estreia da banda Kittie, lançado em 12 de dezembro de 2000.

## Faixas
1. "Paperdoll" (Remix) — 3:08
2. "Spit" (ao vivo) — 2:42
3. "Brackish" (ao vivo) — 2:55
4. "Suck" (ao vivo) — 3:19
5. "Do You Think..." (ao vivo) — 2:21
6. "Raven" (ao vivo) — 4:00

## Desempenho nas paradas musicais
| Parada musical (2001)                   | Posição |
| --------------------------------------- | ------- |
| Estados Unidos - Top Independent Albums | 22      |